# Reste un peu
Pour plus de détails, voir Fiche technique et Distribution.
Reste un peu est une comédie française réalisée par Gad Elmaleh et sortie en 2022.

## Synopsis
Après plusieurs années d'absence, Gad Elmaleh décide de revenir en France pour se convertir au catholicisme, après être tombé sous le charme de la Vierge Marie. Logé chez ses parents, de fervents juifs pratiquants, sa mère déballe sa valise et tombe sur une statuette de la mère de Jésus. Sa famille est sous le choc. Le comique et les siens vont faire une introspection d'ici à ce qu'il se fasse baptiser.

## Fiche technique
Sauf indication contraire, les informations mentionnées dans cette section peuvent être confirmées par les bases de données cinématographiques IMDb et Allociné,  présentes dans la section « Liens externes ».
- Titre original : Reste un peu
- Réalisation : Gad Elmaleh
- Scénario : Gad Elmaleh, Benjamin Charbit et Eytan Saada
- Musique : Ibrahim Maalouf
- Photographie : Thomas Brémond
- Montage : Antoine Deprez-Segobia
- Décors : Maamar Ech-Cheikh
- Costumes : Julie Heiliger
- Production : Isaac Sharry
  - Production exécutive : François-Xavier Decraene
- Sociétés de production : KS2 Production et Vito Films
- Société de distribution : Studiocanal (France) et Saje Distribution ; Athena Films (Belgique) ;
- Pays de production :  France| Médias externes |                                                    |
| Images          |                                                    |
|                 | Affiche du film sur le site Allociné               |
| Vidéos          |                                                    |
|                 | Bande-annonce sur le compte YouTube de Studiocanal |
- Langue originale : français
- Format : couleur — 2,35:1
- Genre : comédie
- Durée : 90 minutes
- Dates de sortie :
  - France : 18 octobre 2022 (Festival de La Roche-sur-Yon) ; 16 novembre 2022 (sortie nationale)
  - Belgique : 16 novembre 2022

## Distribution
Sauf indication contraire, les informations mentionnées dans cette section peuvent être confirmées par les bases de données cinématographiques IMDb et Allociné,  présentes dans la section « Liens externes ».
- Gad Elmaleh : lui-même
- Régine Elmaleh : elle-même, la mère de Gad
- David Elmaleh : lui-même, le père de Gad
- Olivia Jubin : Agnès
- William Azoulay : William
- Judith Elmaleh : elle-même, la sœur de Gad
- Catherine Thiercelin : elle-même, sœur Catherine
- Barthélémy Port : lui-même, le père Barthélémy
- Mehdi Djaadi : Mehdi
- Delphine Horvilleur : elle-même, la rabbine
- Roschdy Zem : lui-même
- Pierre-Henri Salfati : le rabbin
- Rony Kramer : cousin Éric
- Redouane Bougheraba : l'ami au restaurant
- Frédéric Lenoir : lui-même, le théologien
- Louis Duneton : Mathieu
- Jérémie Dethelot : Le maître nageur
- Guy Moign : Raymond

## Accueil

### Accueil critique
En France, le long-métrage reçoit du site Allociné la note de 3⁄5, après avoir recensé 30 titres de presse.
Parmi les critiques les plus positives, on peut citer celle de Bande à part qui résume son article ainsi : « Gad Elmaleh avance en funambule sur une ligne de crête entre documentaire et fiction, drame et comédie pour évoquer son cheminement spirituel et la crise de foi qui fut la sienne. Drôle et émouvant, Reste un peu est aussi un film très intime et courageux, doublé d’une déclaration d’amour à la famille de son auteur ».
Pour Marianne, Olivier De Bruyn parle d'un Gad Elmaleh, « cinéaste trousse une comédie insolente sur la religion et sur les pièges du communautarisme », avec un long-métrage qui fait « l’éloge des identités mouvantes et complexes. Ce que ne regretteront que les sectaires de toutes obédiences ».
Pour la critique du site aVoir-aLire, « Elmaleh parvient avec un brio salutaire à chasser tous les stéréotypes, sans se priver pour autant de se moquer avec tendresse des radicalismes en tout genre ». Le réalisateur et comique « parvient à créer un comique de situation intelligent et sensible » et à rendre hommage « à ces jeunes générations multiculturelles dont on perçoit la sensibilité et l’intelligence ». En résumé, le critique déclare : « Entre l’autobiographie et l’autodérision, le film de Gad Elmaleh se regarde comme un joyau de tendresse et de tolérance ».
Dans les critiques plus mitigées, celle d'Écran Large qui résume sa pensée ainsi : « Un peu raté, mais pas mal réussi quand même, Reste un peu a tout de même beaucoup de mérites, dont le principal est de sortir du lot et de poser la plupart des bonnes questions dans les bons termes. Et d'émouvoir, aussi, un peu ».
Pour Première, « Il trouve le ton pour en rire et sourire, en maniant l’autodérision et forçant le trait quand il le faut. Comme comédien, il n’a jamais semblé aussi à l’aise, même si son père David, exceptionnel, lui vole la vedette ».
Pour les Inrockuptibles, « Tout ce dont il veut nous parler, c’est de ses atermoiements spirituels, qui produiront difficilement un autre effet sur les spectateur·rices que celui d’un caprice narcissique : j’ai toujours senti que la vierge Marie veillait sur moi, comment le faire accepter à ma famille juive ? ».

### Box-office
Pour son premier jour d'exploitation en France, Reste un peu réalise 25 016 entrées, dont 9 658 en avant-première, pour une première place du box-office des nouveautés devant Les Amandiers (20 561). Au bout d'une première semaine, le film totalise 152 695 entrées pour une quatrième place au box-office, derrière le biopic Simone, le voyage du siècle (182 807) et devant Mascarade (131 377).
En seconde semaine, le long-métrage s'offre la cinquième place du classement au box-office avec 113 050 entrées supplémentaires, derrière Le Menu (124 279) et devant Les Miens (98 004). En semaine 3, le long-métrage réalise 81 518 entrées supplémentaires pour une septième place au box-office, derrière Fumer fait tousser (87 446) et devant Le Menu (71 102). La semaine suivante, le film chute à la dernière place du top 10 du box-office avec 50 333 entrées, derrière Violent Night (53 988), pour un total de 397 596 entrées cumulées.
| Pays ou région | Box-office      | Date d'arrêt du box-office | Nombre de semaines |
| -------------- | --------------- | -------------------------- | ------------------ |
| France         | 476 324 entrées | 8 février 2023             | 12                 |
| Total mondial  | - $             | -                          | -                  |

## Autour du film
Le réalisateur et acteur Gad Elmaleh a pu s'entretenir avec le Pape en audience privée le 23 décembre 2022, à l'occasion de la présentation de son film.